# Chicago Med
Chicago Med är en amerikansk TV-serie från 2015. Serien är skapad av Dick Wolf och Matt Olmstead och är en del av serieuniversumet One Chicago i vilket även TV-serierna Chicago Fire, Chicago P.D. och Chicago Justice ingår. TV-seriernas tidslinjer interagerar med varandra.

## Handling
Serien skildrar vardagen för läkarna och sköterskorna på sjukhuset Chicago Medical Centers akutmottagning i Chicago.

## Rollista (urval)
- Nick Gehlfuss - Dr. Will Halstead (säsong 1-nuvarande)
- Yaya DaCosta - April Sexton (säsong 1-6)
- Torrey DeVitto - Dr. Nathalie Manning (Säsong 1-7)
- Rachel DiPillo - Dr. Sarah Reese (säsong 1-3; återkommande under säsong 4)
- Colin Donnell - Dr. Connor Rhodes (säsong 1-5)
- Brian Tee - Dr. Ethan Choi (säsong 1-nuvarande)
- S. Epatha Merkerson - Sharon Goodwin (säsong 1-nuvarande)
- Oliver Platt - Dr. Daniel Charles (säsong 1-nuvarande)
- Marlyne Barrett - Maggie Lockwood (säsong 1-nuvarande)
- Norma Kuhling - Dr. Ava Becker (säsong 3-5; återkommande under säsong 2)
- Steven Weber - Dr. Dean Archer (säsong 7-nuvarande)